# Ідол

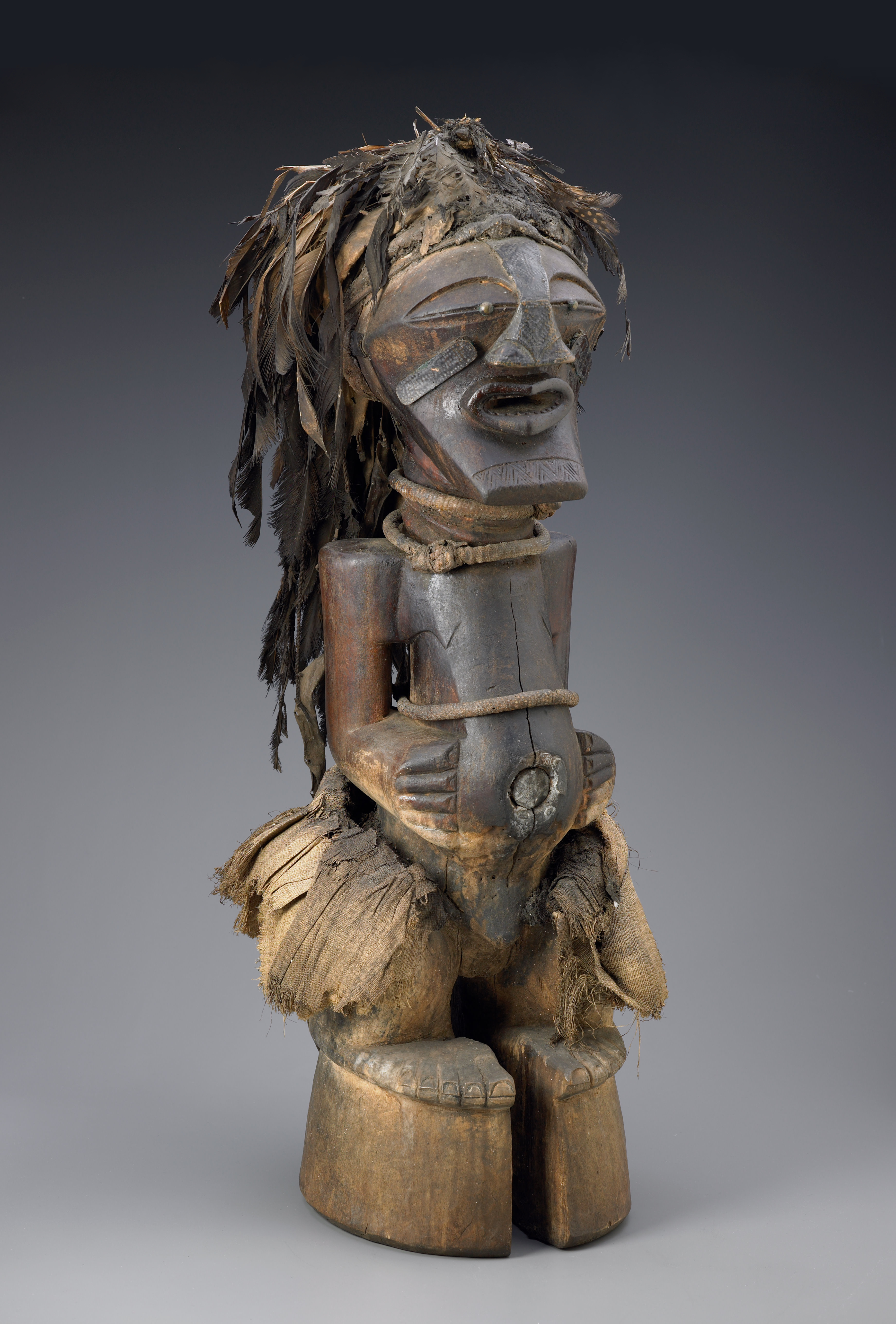
Ідол африканського племені сонква

І́дол, істукан, кумир — зображення язичницького божества. В переносному значенні ідол — об'єкт шанування, поклоніння чи служби.

## Етимологія
Слово ідол через церковнослов'янське посередництво запозичено в давньоруську мову з грецької; грец. είδωλον («подоба, образ») зводиться до грец. ίδεῖν («бачити»), спорідненого з лат. video («бачу») й укр. ви́діти.
Образ — старослов'янське образъ‚ утворене з префікса *ob- і основи іменника *razъ, пов'язаного чергуванням голосних з *rězati («різати»). Старословянське подоба — від прасл. *doba («щось стосовне, властиве»), спорідненого з лит. daba («натура, вдача»).

## Ідолопоклонництво
Ідоли у релігійних віруваннях слугують символами божеств, при цьому в уявленнях самих вірян ототожнюючись із цими божествами. Тому в магічних практиках поширене обслуговування ідолів — підношення їм їжі, як живим істотам, прикрашання, але часто і побиття, шмагання, «покарання» з метою примусити божество виконати щось вигідне людині. За твердженням Еміля Дюркгайма, ідол чи тотем символізує єдність спільноти, поклоніння ідолу об'єднує людей, щоразу утверджуючи цінності та норми цієї спільноти.
На думку іконошанувальників, ікона відрізняється від ідола тим, що вона за своєю метою є символом Бога чи святого, але не тотожна їм. Іконоборці, натомість, виступають проти вшанування ікон, вважаючи це ідолопоклонством. Свою позицію вони ґрунтують на біблійній заповіді з Вихід 20:4, 5, де сказано: "Не роби собі різьби і всякої подоби з того, що на небі вгорі, і що на землі долі, і що в воді під землею. Не вклоняйся їм і не служи їм".

## В Давній Русі
В Давній Русі для позначення дерев'яних або кам'яних зображень божеств, які ставилися на узвишшях або в капищах, вживалося слово «кумири» (воно має праболгарське (тюркське) походження). Найдавніші ідоли русів описані в «Записці» Ібн Фадлана. В «Повісті временних літ», де йдеться про реформу язичництва часів Володимира Святославича, згадуються дерев'яні ідоли Перуна, Хорса, Дажбога, Стрибога, Симаргла й Мокоші. На розкопках давніх городищ археологи знайшли чимало стовпоподібних кам'яних ідолів, найвідоміший з них — Збруцький ідол.